# Ein bißchen Frieden
«Ein bißchen Frieden» (en español: "Un poco de paz") es una canción interpretada por Nicole Hohloch que ganó el Festival de la Canción de Eurovisión 1982 representando a Alemania Occidental. La música del tema es de Ralph Siegel y la letra de Bernd Meinunger. 
En el festival celebrado en Harrogate, Inglaterra fue la canción interpretada en último lugar de 18 canciones. Al final de la votación había recibido 161 puntos, siendo declarada ganadora con un margen récord de 61 puntos sobre la segunda clasificada que no sería superado hasta 1997. Nicole consiguió con tan solo 17 años ganar el festival representando a Alemania (en aquel entonces únicamente Alemania Occidental) un país que llevaba participando en Eurovisión 26 años y nunca había ganado. Hasta 2010 fue la única victoria de Alemania en el Festival. Es también una de las dos únicas canciones en alemán que ha ganado el festival junto a "Merci, Chérie" (1966). 
La actuación en el festival se distinguió de la mayoría en Eurovisión al cantar Nicole sentada en un taburete tocando una guitarra acústica y acompañada de una banda que incluía una arpista. La balada, de carácter dulce, expresa en su letra escrita en primera persona el deseo por la paz mundial, y también describe la belleza del mundo natural.
La canción fue traducida a multitud de idiomas: español, francés, inglés, neerlandés, danés, italiano, ruso, y combinaciones en alemán-inglés-neerlandés y alemán-inglés-italiano. Llegó a lo más alto de las listas de ventas en varios países, siendo su versión en inglés la última canción ganadora de Eurovisión que llegó al número #1 en Reino Unido. 
En 2005, la canción fue elegida como una de las 14 mejores canciones de la historia del Festival de Eurovisión para la Gala del 50 Aniversario. 

## Listas
| Lista (1982) | Mejor posición |
| ------------ | -------------- |
| Reino Unido  | 1              |
| Países Bajos | 1              |
| Irlanda      | 1              |
| Alemania     | 1              |
| Austria      | 1              |
| Noruega      | 1              |
| Suecia       | 1              |
| Suiza        | 1              |